# Platyzosteria spatiosa
Platyzosteria spatiosa är en kackerlacksart som beskrevs av Shaw 1922. Platyzosteria spatiosa ingår i släktet Platyzosteria och familjen storkackerlackor. Inga underarter finns listade i Catalogue of Life.